# Banisilan
Banisilan (Bayan ng Banisilan) är en kommun i Filippinerna. Kommunen ligger på ön Mindanao, och tillhör provinsen Cotabato. Folkmängden uppgår till 35 539 invånare.

## Barangayer
Banisilan är indelat i 20 barangayer.
| - Banisilan Poblacion - Busaon - Capayangan - Carugmanan - Gastav - Kalawaig - Kiaring - Malagap - Malinao - Miguel Macasarte | - Pantar - Paradise - Pinamulaan - Poblacion II - Puting-bato - Solama - Thailand - Tinimbacan - Tumbao-Camalig - Wadya |